# Omomantis zebrata
Espèce
Omomantis zebrata est une espèce d'insectes de la famille des Mantidae.

## Répartition
Cette espèce se rencontre en zone afrotropicale. Elle est notamment présente au Kenya, au Zimbabwe et en Afrique du Sud.

## Description
La tête est grande et large.

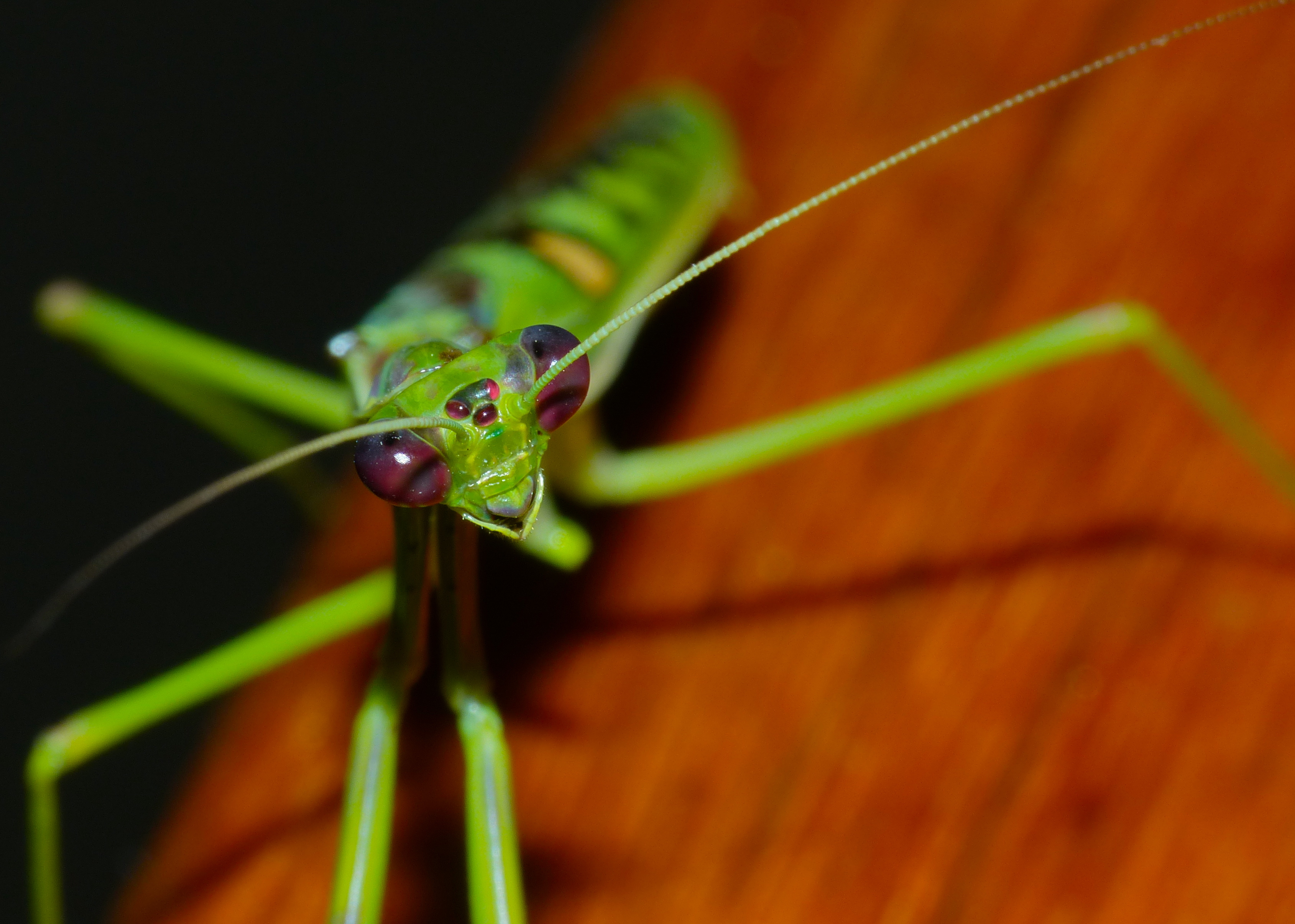
Détail de la tête

Le prothorax est très large à l'avant sans être élargi en forme de feuille sur les côtés. Il est très aminci vers l'arrière et largement marginé partout. Sur les deux côtés, une bande rouge interrompue s'étend sur toute la longueur du dos. La marge n'est garnie que de quelques dents tout à fait à l'avant et de façon à peine perceptible. Le corps est de forme ordinaire, lisse et vert jaunâtre, avec les extrémités des segments un peu rouges.
Les coxae antérieurs sont minces, assez lisses et munis de quelques très petites dents sur le bord antérieur. Les longs fémurs ont des épines assez nombreuses et fortes sur le côté inférieur. Ils ont aussi quelques taches rouges isolées sur la face dorsale. Les tibias sont grands et densément dentés. Les quatre pattes postérieures sont longues et de forme ordinaire.
Les élytres sont un peu plus courts que le corps et quatre fois plus longs que larges. Le champ antérieur est étroit avec de nombreuses taches verticales très saillantes et perpendiculaires au bord. Il est opaque, assez jaune et fortement coloré. Le champ principal est assez fortement et largement coloré de vert près de la nervure principale et vers le bord postérieur. Il est transparent et brunâtre clair comme de l'eau. Vers le milieu, mais un peu plus près de la base et près de la nervure longitudinale, se trouve une grande tache blanche fortement entourée d'un cercle jaune. Sept à huit bandes pourpres traversent toute l'élytre en direction oblique. Le champ postérieur est transparent et non coloré. Les ailes postérieures sont assez claires avec des nervures longitudinales et transversales rouges. La membrane est pourpre près du bord antérieur mais pas tout à fait jusqu'à l'extrémité où cette coloration passe au vert jaunâtre.

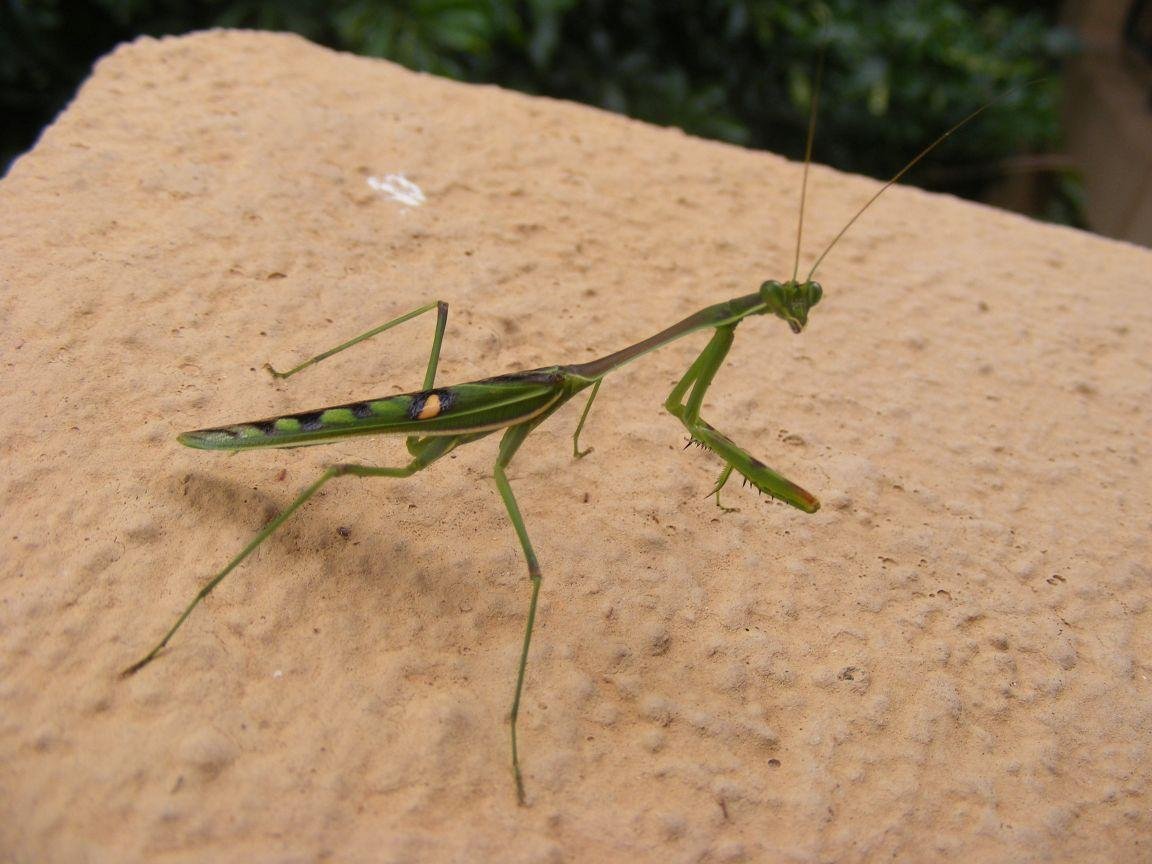
Omomantis zebrata (Afrique du Sud)

## Taxinomie

### Historique et dénomination
Cette espèce a été nommée et décrite par l'entomologiste allemand Toussaint von Charpentier en 1843 avec pour protonyme Mantis zebrata.

### Publication originale
- Charpentier, T., von. 1843. Tab. 39. Mantis zebrata. Orthoptera descripta et depicta. (lire en ligne)